# 松新站
松新站（韓語：송신역）是朝鮮民主主義人民共和國平壤寺洞区域的一個鐵路車站，属于平德线。

## 邻近车站
平德线
東平壤站 - 松新站 - 美林站